# Луис Дикон
Луис Дикон (енгл. Louis Deacon; 7. октобар 1980) бивши је професионални енглески рагбиста. Рагби је почео да тренира већ са 8 година. Студирао је на Ретклиф колеџу, а академији Лестер Тајгерса се прикључио 1997. Целу професионалну каријеру је провео у Лестеру, за који је одиграо 274 утакмице и постигао 45 поена. Са Лестером је освојио 4 титуле првака Енглеске (2001, 2002, 2007 и 2009) и 2 титуле првака Европе (2001, 2002). Било му је тешко да се избори за своје место у репрезентацији Енглеске, јер су у другој линији били искусни Мартин Џонсон и Бен Кеј. За "црвене руже" је дебитовао 2005. против Самое. Селектор Брајан Ештон га је убацио у стартну поставу против Шкотске 2007. у утакмици купа шест нација. За репрезентацију Енглеске је укупно одиграо 29 тест мечева. 17. фебруара 2015. се повукао из рагбија због повреде.